# Anne de Palatinat-Veldenz
Anne de Palatinat-Veldenz, (en allemand: Anna von Pfalz-Veldenz) née le 12 novembre 1540, décédée le 30 mars 1586, est régente du margravat de Bade-Durlach de 1577 à 1584.

## Famille
Fille du comte palatin Robert de Palatinat-Veldenz, Anne de Palatinat-Veldenz épouse le 1er août 1558 Charles II de Bade-Durlach.
Six enfants sont nés de cette union :
- Dorothée Ursula de Bade-Durlach (1559-1583). En 1575 elle épouse Louis VI de Wurtemberg (1554-1593)

- Ernest-Frédéric de Bade-Durlach (1560-1604), co-margrave de Bade-Durlach de 1577 à 1604, margrave de Baden-baden de 1596 à 1604. En 1585 il épouse Anne de Frise orientale (1562-1621), (fille de Edzard von Ostfriesland)

- Jacques III de Bade-Hachberg (1562-1590), il est co-margave de Bade-Durlach de 1577 à 1590, margrave de Bade-Hachberg de 1584 à 1590. En 1584 il épouse Élisabeth von Cuilenburg (morte en 1620)

- Anne-Marie de Bade-Durlach (1565-1573)

- Élisabeth de Bade-Durlach (1570-1611)

- Georges-Frédéric de Bade-Durlach, margrave de Bade-Durlach

## Biographie
Après le décès de son époux Charles II de Bade-Durlach, Anne de Palatinat-Veldenz assure la régence du margraviat de Bade-Durlach de 1577 à 1584. Dans le conseil de Régence elle fait entrer Louis VI du Palatinat, son gendre, et Louis III de Wurtemberg. En 1584 elle transmet le gouvernement à son fils aîné Ernest-Frédéric de Bade-Durlach.